# Arrondissement di Acul-du-Nord
L'arrondissement di Acul-du-Nord è un arrondissement di Haiti facente parte del dipartimento del Nord. Il capoluogo è Acul-du-Nord.

## Geografia antropica

### Suddivisioni amministrative
L'arrondissement di Acul-du-Nord comprende 3 comuni:
- Acul-du-Nord
- Milot
- Plaine-du-Nord